# Gastrotheca psychrophila
Gastrotheca psychrophila là một loài ếch trong họ Hemiphractidae. Chúng là loài đặc hữu của Ecuador.
Môi trường sống tự nhiên của chúng là vùng cây bụi nhiệt đới hoặc cận nhiệt đới vùng đất cao. Loài này đang bị đe dọa do mất môi trường sống.